# Општина Желино
Општина Желино је једна од 9 општина Полошког региона у Северној Македонији. Седиште општине је истоимено село Желино.

## Положај
Општина Желино налази се у северозападном делу Северне Македоније. Окружено је следећим општинама:
- север — Општина Јегуновце
- исток — Општина Сарај
- југоисток — Општина Сопиште
- југ — Општина Македонски Брод
- југозапад — Општина Брвеница
- запад — Општина Тетово

## Природне одлике
Рељеф: Општина Желино источни средишњи део плодне и густо насељене Полошке котлине и суседне висове источно од ње. На југоистоку општине налази се Сува гора, а северно од ње планина Жеден.
Клима у нижем делу општине влада умерено континентална клима, а у вишем делу влада њена оштрија варијанта.
Воде: Најважнији ток у општини је река Вардар. Сви мањи водотоци су њене притоке.

## Становништво
Општина Желино имала је по последњем попису из 2002. године 24.390 ст, од чега у седишту општине, селу Желино, 4.110 ст. (17%). Општина је густо насељена.
Национални састав по попису из 2002. године био је:
|           | Број   | Постотак |
| Укупно    | 24.390 | 100%     |
| Албанци   | 24.195 | 99,2%    |
| Македонци | 71     | 0,3%     |
| остали    | 124    | 0,5%     |

## Насељена места
У општини постоје 18 насељених места, сва са статусом села:
| - Желино - Горња Лешница - Групчин - Добарце - Доња Лешница - Копачин Дол | - Луковица - Ларце - Мерово - Ново Село - Озормиште - Палатица | - Рогље - Седларево - Стримница - Требош - Церово - Чифлик |  |